# María Muñoz Juan
María Muñoz Juan (Benetúser, 21 de septiembre de 1984) es una ex jugadora de balonmano española y fue miembro de la selección española.

## Trayectoria
Su primera temporada en la máxima división nacional en el año 2000, con 16 años, compitiendo con el Milar L'Eliana, con el que ganó dos ligas. Al inicio de su carrera, además, en la temporada 2000/01 y la 2002/03 jugó la Champions League. Con el equipo Cementos La Unión Ribarroja participó tres temporadas en Europa, una vez la Supercopa y otras dos la EHF Cup.
Fue rotando por los equipos valencianos con dos apariciones con el Cementos la Unión Ribarroja
Tras una temporada en el Monóvar, en el que tuvo problemas de impagos por parte del equipo monovero, se mudó a Castro Urdialesdónde estuvo un año también
En el 2012 dejó España para mudarse a la potente liga francesa y se unió, por una temporada, al Union Mios Biganos-Bègles Handballel año que estuvo también Mireya González. En esa temporada volvió a jugar en Europa, en la Challenge Cup. Tras esta primera discreta temporada fue el ES Besançon en el que se mantuvo hasta la temporada 2018. Cinco temporadas en las que sufrió la tiranía del Metz, tanto en Liga como en Copa. En 2018 da el salto al Palente Besançon HB, donde jugó otras cinco temporadas hasta su retirada en 2023.

### Clubes
- 2000–03: Milar L'Eliana
- 2004–06: Cementos la Unión Ribarroja
- 2006–07: Club Balonmano Mar Alicante
- 2008–09: Cementos la Unión Ribarroja
- 2009–10: Balonmano Mar Sagunto
- 2010–11: Monóvar Urbacasas
- 2010–12: Club Balonmano Castro Urdiales
- 2012–13: Union Mios Biganos/Bègles
- 2013–18: ES Besançon
- 2018–23: Palente Besançon HB

Con 11 partidos internacionales, debutó ante la selección alemana el 22 de marzo de 2013 y participó en los Juegos del Mediterráneo de Turquía, siendo su último partido contra las locales el 28 de junio de 2013.

## Galardones
- 2 x Liga Española (2000-01, 2001-02)
- 1 x Copa de la Reina (2005-06)